# Gurkensuppe

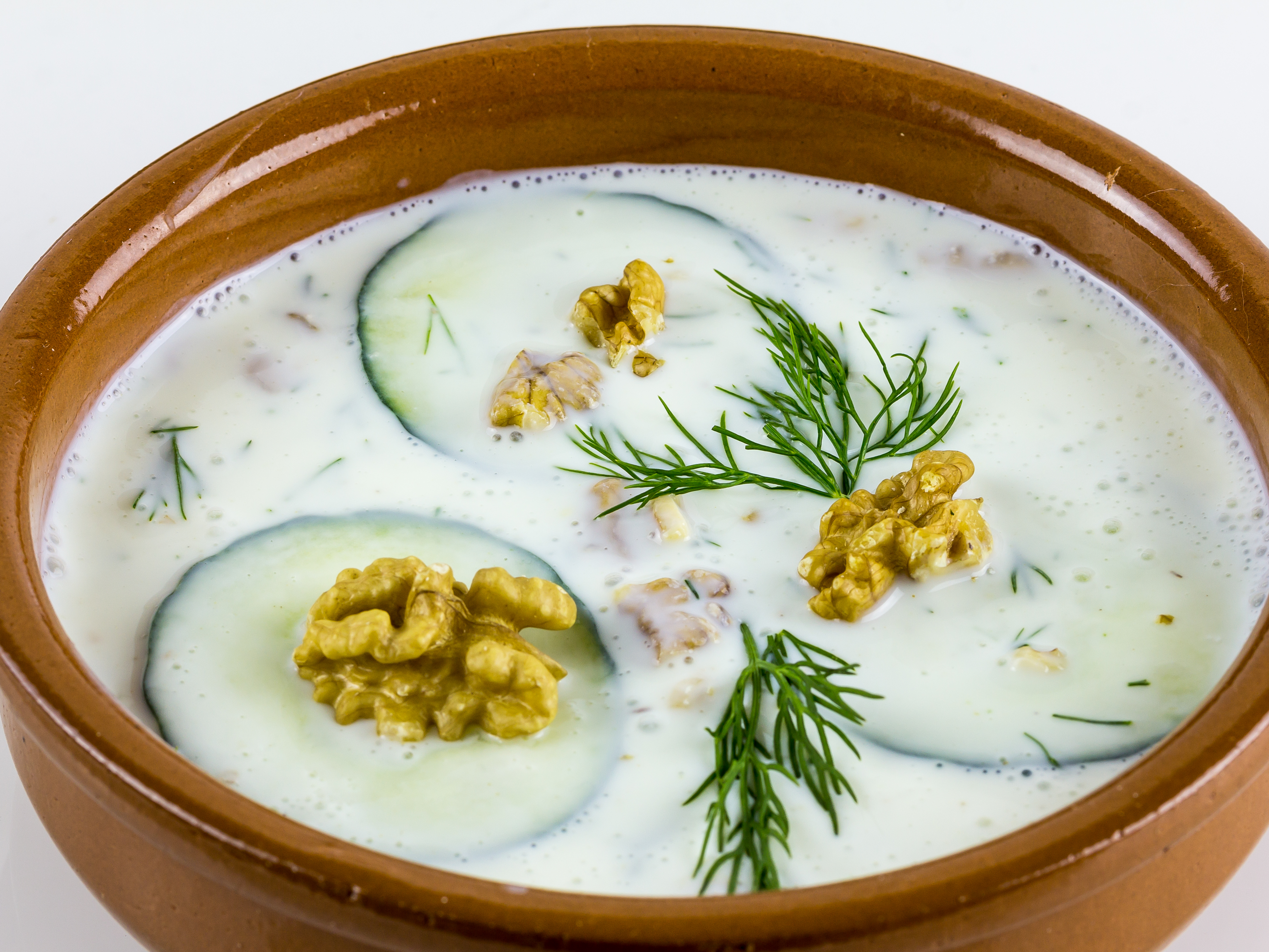
Gurkensuppe mit Dill und Walnusskernen

Eine Gurkensuppe ist eine Suppe, deren wesentlicher Bestandteil Gurken sind. Dabei kann es sich sowohl um warme als auch um kalt zubereitete Suppen handeln, die in verschiedenen Regionen oder Ländern verbreitet sind. Gurkensuppen sind häufig vegetarisch, können jedoch auch eine Fleischeinlage haben.

## Zubereitung und Varianten
Allen Gurkensuppen ist gemeinsam, dass sie im Wesentlichen aus frischen oder eingelegten Gurken hergestellt werden, die je nach Zubereitungsform püriert oder in Stücken oder Scheiben verarbeitet werden. Eine klassische Zubereitungsform ist die britische Cucumber soup, bei der Scheiben geschälter Gurken in Butter gedünstet und danach in heller Brühe verkocht, gewürzt und passiert werden. Die Suppe wird danach mit Pfeilwurzelmehl gebunden und mit Eigelb und Milch legiert. Klassisch wird die Suppe mit getrockneten Sauerampferstreifen garniert.
Weitere regionaltypische Suppen aus Gurken oder mit einem hohen Gurkenanteil sind die polnische Ogórkowa sowie die russische Okroschka. Bei der Ogórkowa werden eingelegte Salzgurken bzw. Salz-Dill-Gurken verwendet, die gerieben einer Suppe aus Kartoffeln, Möhren, Schweinefleisch und Zwiebeln zugegeben werden. Die Suppe wird mit Mehl und Sahne abgebunden.

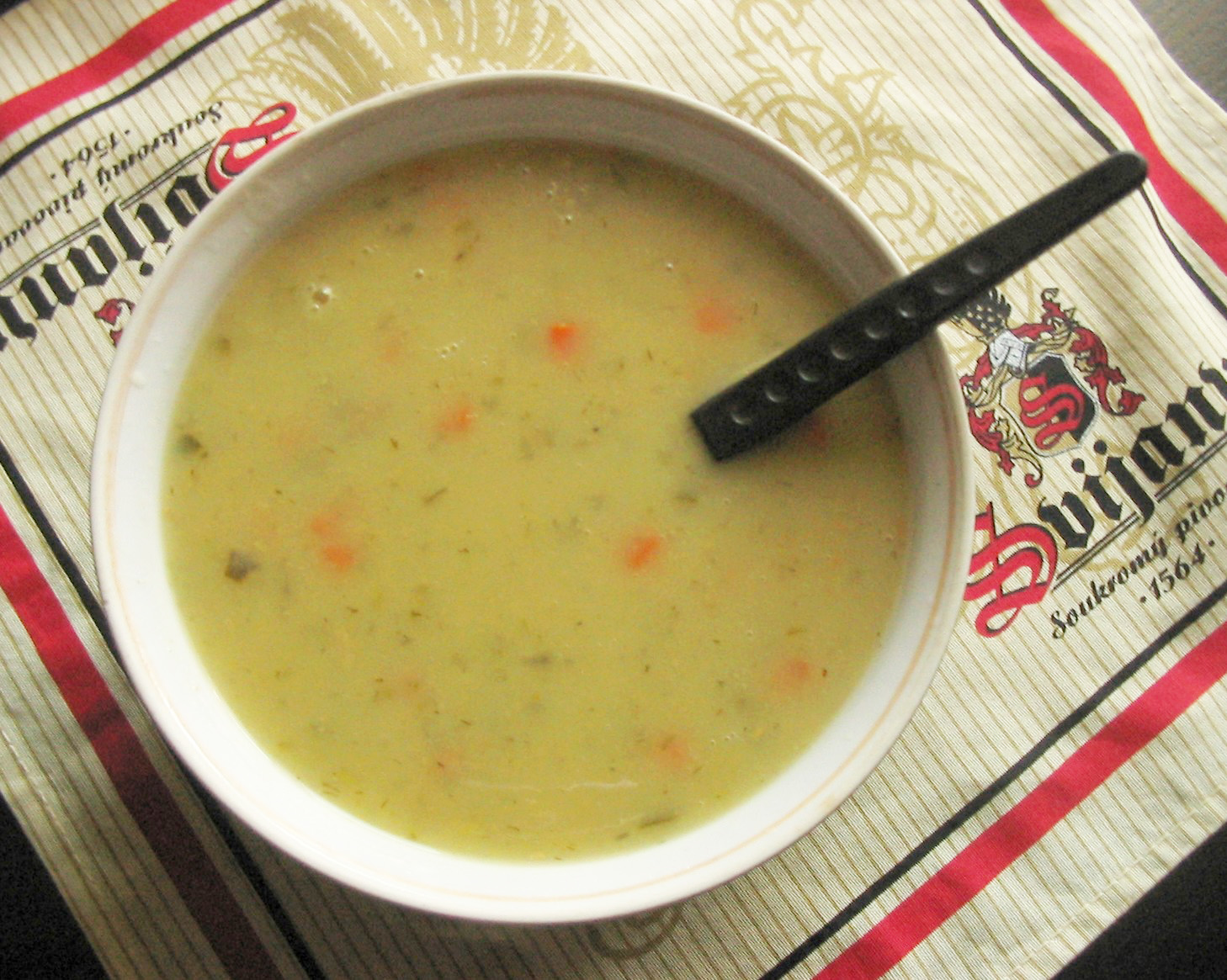
Polnische Zupa ogórkowa
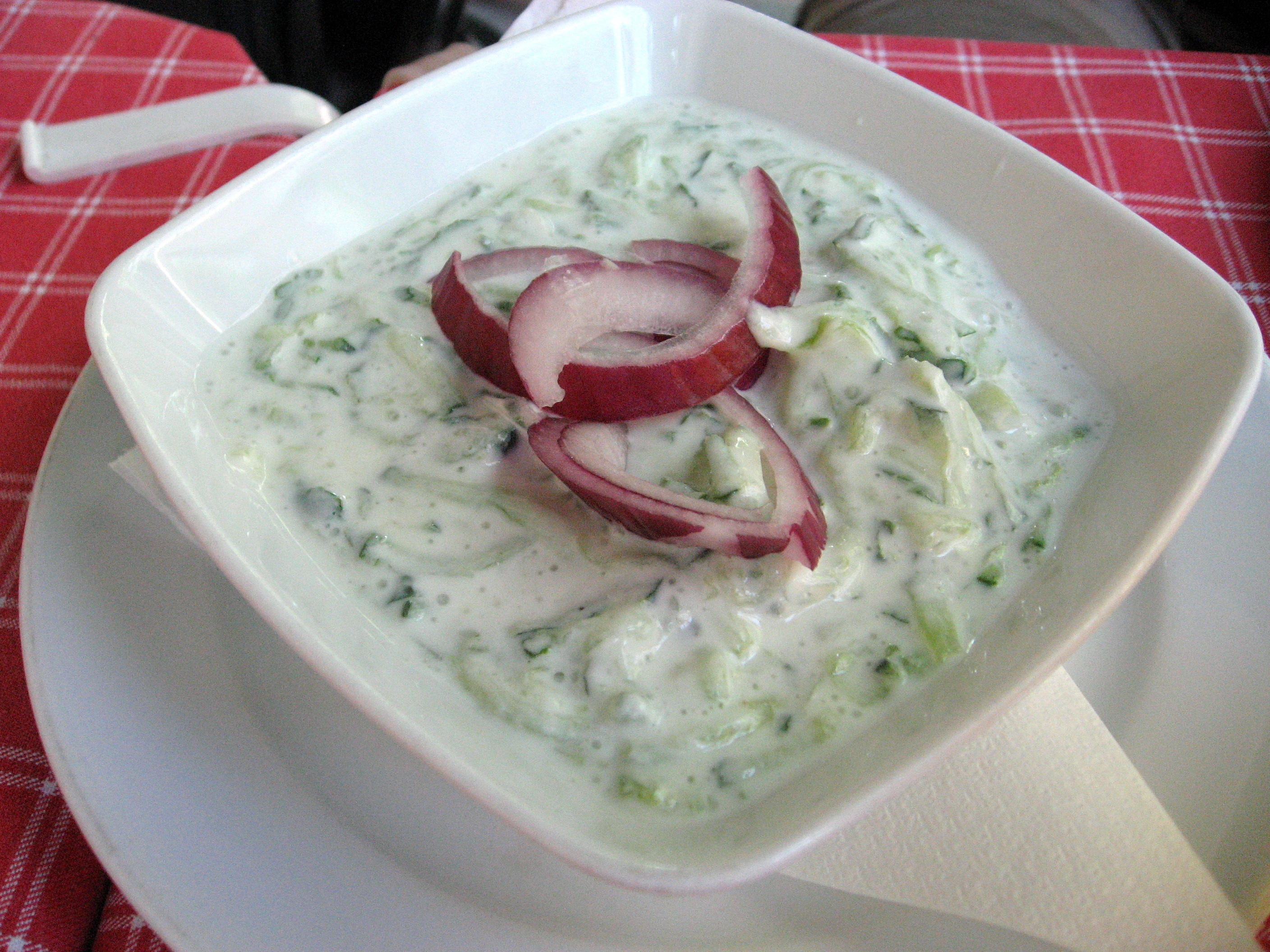
Ungarische Gurkensuppe
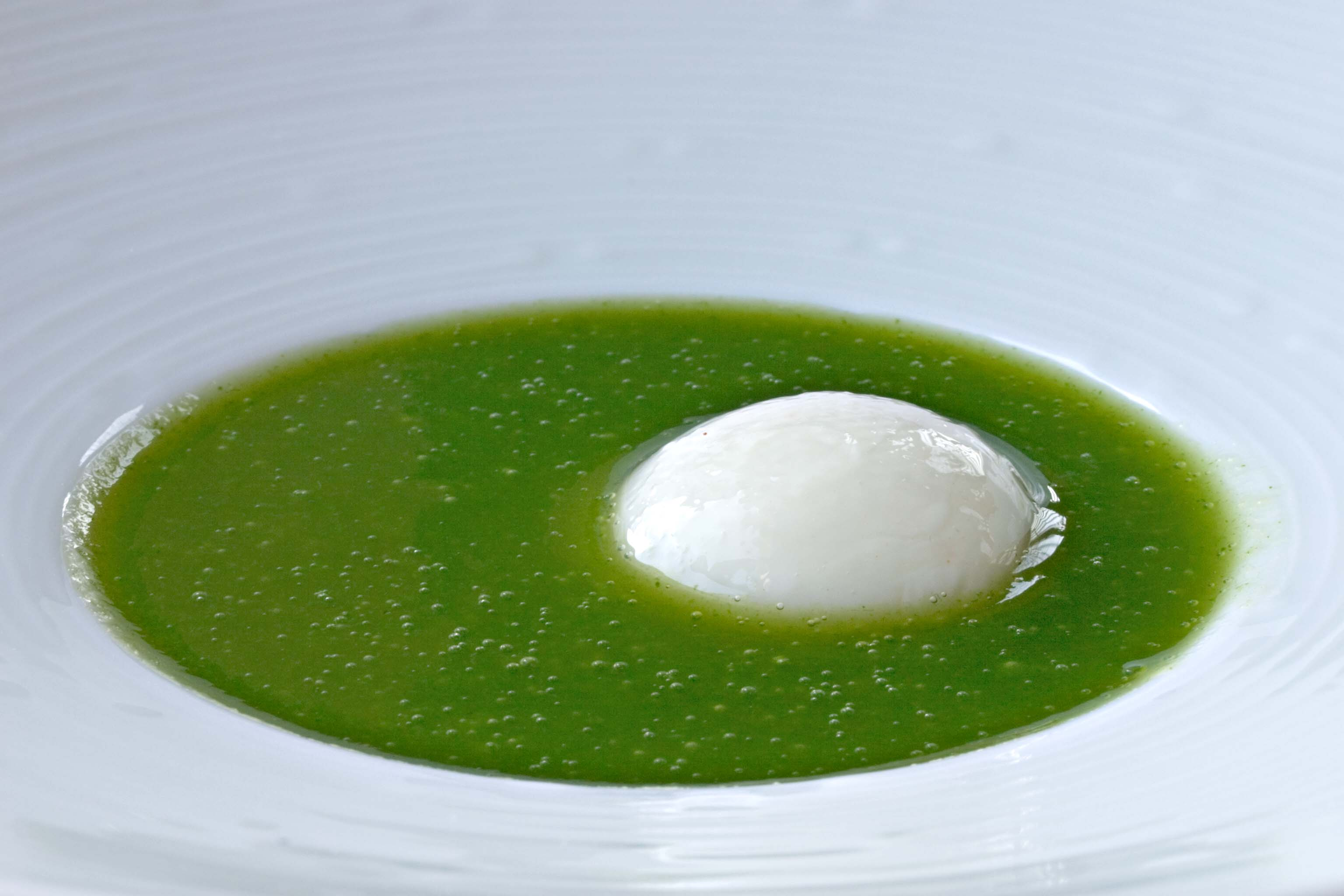
Gurken-und-Minze-Suppe mit Joghurt
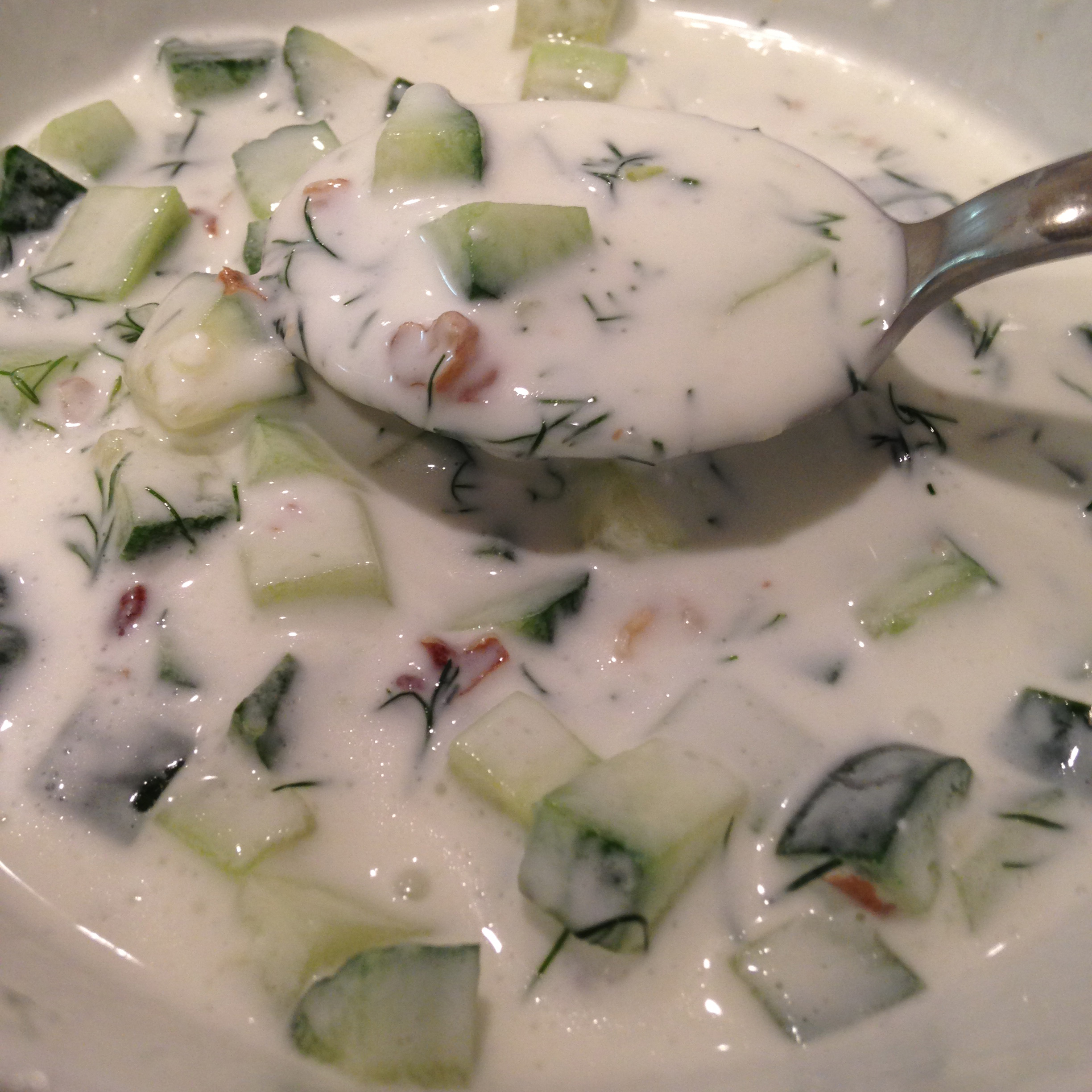
Bulgarische Tarator
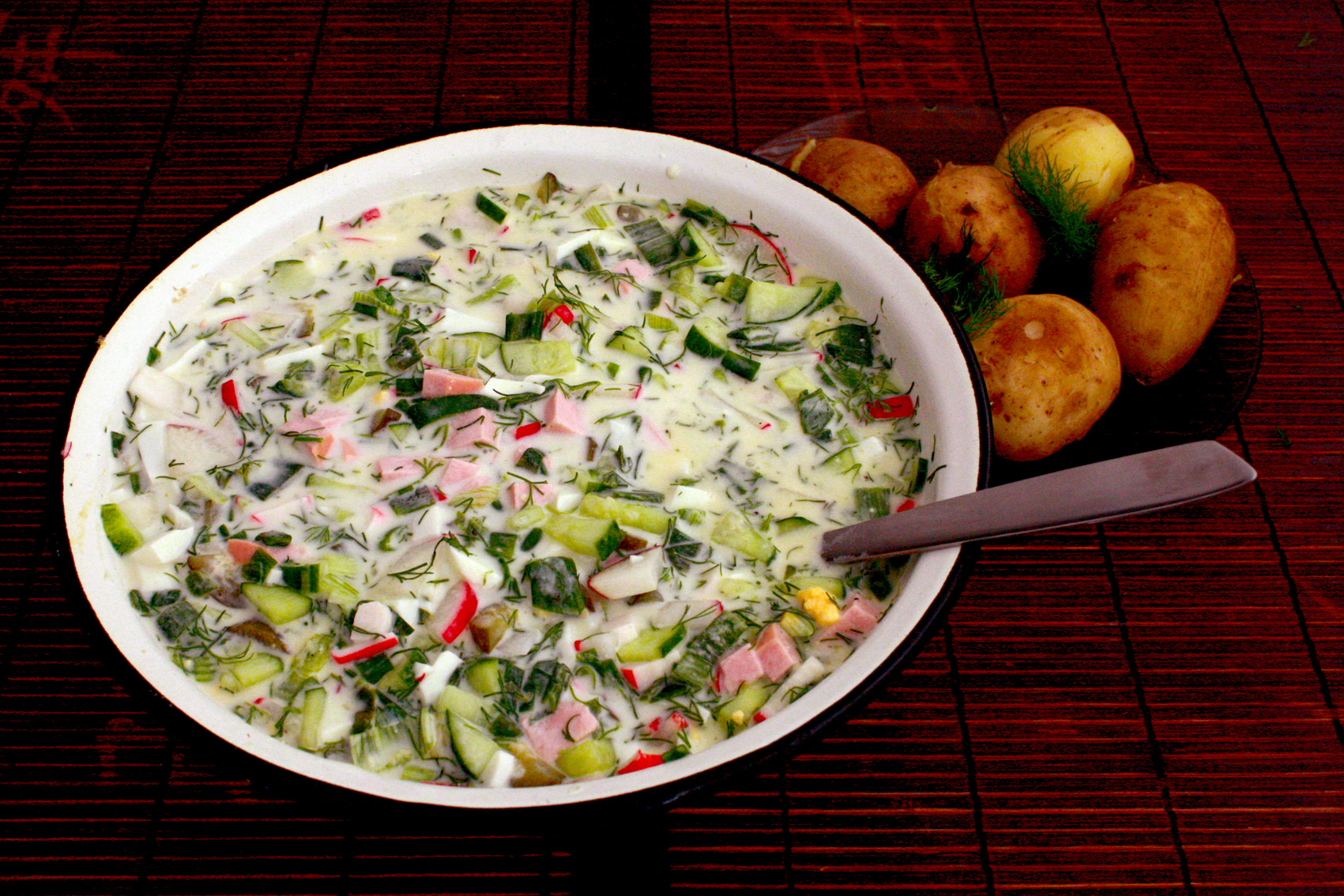
Russische Okroschka

Bei einigen kalten Zubereitungen werden die Gurken mit verdünntem Joghurt gemischt und danach mit Knoblauch, Dill oder anderen Gewürzen gewürzt. Eine typische Zubereitung dieser Art ist etwa die bulgarische Tarator, die in der Zubereitung des türkischen Cacık bzw. des griechischen Tsatsiki angelehnt ist. Wie diese kann sie als festere Vorspeise, aber auch flüssiger und als Suppe bereitet werden.

## Belege
1. ↑  „Cucumber soup.“ In: F. Jürgen Herrmann (Hrsg.): Herings Lexikon der Küche. Fachbuchverlag Pfanneberg, Haan-Gruiten 2012 (Lizenzausgabe Nikol, Hamburg 2016); S. 85. ISBN 978-3-86820-344-8.
2. ↑  Konrad Renzinger: Polnische Rezepte - Das Kochbuch der Polen: Die besten polnischen Gerichte von Bigos bis Pirogi. neobooks 2013; S. 12; (Google Books).
3. ↑  Tsatsiki-Suppe auf der Website der Dr. Oetker GmbH; abgerufen am 20. Juli 2018.